# Dioscorea tenuiphyllum
Dioscorea tenuiphyllum är en enhjärtbladig växtart som beskrevs av Reinhard Gustav Paul Knuth. Dioscorea tenuiphyllum ingår i släktet Dioscorea och familjen Dioscoreaceae. Inga underarter finns listade i Catalogue of Life.